# 1982-es labdarúgó-világbajnokság-selejtező (UEFA – 1. csoport)
Az 1982-es labdarúgó-világbajnokság európai 1. selejtezőcsoportjának mérkőzéseit, és a csoport végeredményét tartalmazó lapja. A csoportban körmérkőzéses, oda-visszavágós rendszerben játszottak egymással a labdarúgó-válogatottak. A selejtezőket 1980. június 4. és 1981. november 22. között rendezték. Az első két helyezett automatikus résztvevője lett az 1982-es labdarúgó-világbajnokságnak.
A csoportban Albánia, Ausztria, Bulgária, Finnország és az NSZK szerepelt.
Az NSZK és Ausztria jutott ki az 1982-es világbajnokságra.

## Tabella
| Hely. | Csapat     | M | Gy | D | V | G+ | G– | Gk  | P  | Továbbjutás                          |     | Nyugat-Németország | Ausztria | Bulgária | Albánia | Finnország |
| ----- | ---------- | - | -- | - | - | -- | -- | --- | -- | ------------------------------------ | --- | ------------------ | -------- | -------- | ------- | ---------- |
| 1.    | NSZK       | 8 | 8  | 0 | 0 | 33 | 3  | +30 | 16 | Kijutott az 1982-es világbajnokságra |     | —                  | 2–0      | 4–0      | 8–0     | 7–1        |
| 2.    | Ausztria   | 8 | 5  | 1 | 2 | 16 | 6  | +10 | 11 | Kijutott az 1982-es világbajnokságra |     | 1–3                | —        | 2–0      | 5–0     | 5–1        |
| 3.    | Bulgária   | 8 | 4  | 1 | 3 | 11 | 10 | +1  | 9  |                                      |     | 1–3                | 0–0      | —        | 2–1     | 4–0        |
| 4.    | Albánia    | 8 | 1  | 0 | 7 | 4  | 22 | −18 | 2  |                                      | 0–2 | 0–1                | 0–2      | —        | 2–0     |            |
| 5.    | Finnország | 8 | 1  | 0 | 7 | 4  | 27 | −23 | 2  |                                      | 0–4 | 0–2                | 0–2      | 2–1      | —       |            |

## Mérkőzések
| 1980. június 4. |

| Finnország | 0–2         | Bulgária                     |
| ---------- | ----------- | ---------------------------- |
|            | Jegyzőkönyv | P. Markov 28' Kostadinov 81' |

| Olimpiai Stadion, Helsinki Nézőszám: 7,805 Játékvezető: Brian McGinlay (skót) |

| 1980. szeptember 3. |

| Albánia           | 2–0         | Finnország |
| ----------------- | ----------- | ---------- |
| Braho 2' Baçi 18' | Jegyzőkönyv |            |

| Qemal Stafa Stadion, Tirana Nézőszám: 19,211 Játékvezető: Emmanuel Platopólosz (görög) |

| 1980. szeptember 24. |

| Finnország | 0–2         | Ausztria           |
| ---------- | ----------- | ------------------ |
|            | Jegyzőkönyv | Jara 13' Welzl 77' |

| Olimpiai Stadion, Helsinki Nézőszám: 8,099 Játékvezető: Clive Thomas (walesi) |

| 1980. október 19. |

| Bulgária                    | 2–1         | Albánia      |
| --------------------------- | ----------- | ------------ |
| Zseljazkov 14' Szlavkov 51' | Jegyzőkönyv | Përnaska 69' |

| Vaszil Levszki Nemzeti Stadion, Szófia Nézőszám: 16,000 Játékvezető: Talat Tokat (török) |

| 1980. november 15. |

| Ausztria                                          | 5–0         | Albánia |
| ------------------------------------------------- | ----------- | ------- |
| Pezzey 20' Schachner 26' 35' Welzl 57' Krankl 85' | Jegyzőkönyv |         |

| Praterstadion, Bécs Nézőszám: 28,520 Játékvezető: Rudolf Renggli (svájci) |

| 1980. december 3. |

| Bulgária    | 1–3         | NSZK                                         |
| ----------- | ----------- | -------------------------------------------- |
| Joncsev 66' | Jegyzőkönyv | Kaltz 14' 36' (11-esből) K.H. Rummenigge 54' |

| Vaszil Levszki Nemzeti Stadion, Szófia Nézőszám: 45,000 Játékvezető: Riccardo Lattanzi (olasz) |

| 1980. december 6. |

| Albánia | 0–1         | Ausztria  |
| ------- | ----------- | --------- |
|         | Jegyzőkönyv | Welzl 38' |

| Qemal Stafa Stadion, Tirana Nézőszám: 19,211 Játékvezető: Pádár László (magyar) |

| 1981. április 1. |

| Albánia | 0–2         | NSZK            |
| ------- | ----------- | --------------- |
|         | Jegyzőkönyv | Schuster 9' 71' |

| Qemal Stafa Stadion, Tirana Nézőszám: 19,203 Játékvezető: Antonín Wencl (csehszlovák) |

| 1981. április 29. |

| NSZK                           | 2–0         | Ausztria |
| ------------------------------ | ----------- | -------- |
| Krauss 30' (öngól) Fischer 36' | Jegyzőkönyv |          |

| Volksparkstadion, Hamburg Nézőszám: 61,418 Játékvezető: Charles Corver (holland) |

| 1981. május 13. |

| Bulgária                                     | 4–0         | Finnország |
| -------------------------------------------- | ----------- | ---------- |
| Szlavkov 10' 53' Kosztadinov 55' Cvetkov 90' | Jegyzőkönyv |            |

| Vaszil Levszki Nemzeti Stadion, Szófia Nézőszám: 12,000 Játékvezető: Edvard Šoštarić (jugoszláv) |

| 1981. május 24. |

| Finnország | 0–4         | NSZK                                  |
| ---------- | ----------- | ------------------------------------- |
|            | Jegyzőkönyv | Briegel 26' Fischer 37' 80' Kaltz 40' |

| Keskusurheilukenttä, Lahti Nézőszám: 10,030 Játékvezető: John Carpenter (ír) |

| 1981. május 28. |

| Ausztria                       | 2–0         | Bulgária |
| ------------------------------ | ----------- | -------- |
| Krankl 30' (11-esből) Jara 88' | Jegyzőkönyv |          |

| Praterstadion, Bécs Nézőszám: 52,000 Játékvezető: Pat Partridge (angol) |

| 1981. június 17. |

| Ausztria                                         | 5–1         | Finnország |
| ------------------------------------------------ | ----------- | ---------- |
| Prohaska 16' 18' Krankl 49' Welzl 56' Jurtin 65' | Jegyzőkönyv | Valvee 71' |

| Linzer Stadion‚ Linz Nézőszám: 25,700 Játékvezető: Alojzy Jarguz (lengyel) |

| 1981. szeptember 2. |

| Finnország              | 2–1         | Albánia               |
| ----------------------- | ----------- | --------------------- |
| Houtsonen 61' Kousa 85' | Jegyzőkönyv | Targaj 47' (11-esből) |

| Kotkan Urheilukeskus, Kotka Nézőszám: 6,830 Játékvezető: Ib Nielsen (dán) |

| 1981. szeptember 23. |

| NSZK                                                                  | 7–1         | Finnország  |
| --------------------------------------------------------------------- | ----------- | ----------- |
| Fischer 11' K.H. Rummenigge 42' 60' 72' Breitner 54' 67' Dremmler 83' | Jegyzőkönyv | Turunen 41' |

| Ruhrstadion, Bochum Nézőszám: 40,817 Játékvezető: Norbert Rolles (luxemburgi) |

| 1981. október 14. |

| Albánia | 0–2         | Bulgária                  |
| ------- | ----------- | ------------------------- |
|         | Jegyzőkönyv | Szlavkov 49' Mladenov 84' |

| Qemal Stafa Stadion, Tirana Nézőszám: 19,213 Játékvezető: Adolf Prokop (keletnémet) |

| 1981. október 14. |

| Ausztria      | 1–3         | NSZK                          |
| ------------- | ----------- | ----------------------------- |
| Schachner 15' | Jegyzőkönyv | Littbarski 17' 77' Magath 20' |

| Praterstadion, Bécs Nézőszám: 69,400 Játékvezető: Alexis Ponnet (belga) |

| 1981. november 11. |

| Bulgária | 0–0         | Ausztria |
| -------- | ----------- | -------- |
|          | Jegyzőkönyv |          |

| Vaszil Levszki Nemzeti Stadion, Szófia Nézőszám: 25,000 Játékvezető: Michel Vautrot (francia) |

| 1981. november 18. |

| NSZK                                                                                        | 8–0         | Albánia |
| ------------------------------------------------------------------------------------------- | ----------- | ------- |
| K.H. Rummenigge 5' 19' 43' Fischer 32' 72' Kaltz 36' Littbarski 52' Breitner 68' (11-esből) | Jegyzőkönyv |         |

| Westfalenstadion, Dortmund Nézőszám: 43,000 Játékvezető: Reidar Bjørnestad (norvég) |

| 1981. november 22. |

| NSZK                                                    | 4–0         | Bulgária |
| ------------------------------------------------------- | ----------- | -------- |
| Fischer 4' K.H. Rummenigge 49' 83' Kaltz 62' (11-esből) | Jegyzőkönyv |          |

| Rheinstadion, Düsseldorf Nézőszám: 55,000 Játékvezető: Erik Fredriksson (svéd) |

## Góllövőlista
|  |  |